# William Randolph Hearst
William Randolph Hearst (San Francisco, 1863 - Beverly Hills, 1951) fou un periodista, editor, publicista, empresari, inversor, polític i magnat de la premsa i els mitjans estatunidencs, que va emergir com un dels més poderosos personatges de l'escena política i empresarial d'aquest país.
Hearst va consolidar un dels més grans imperis empresarials de la història, i va arribar a posseir un total de 28 diaris de circulació nacional, entre ellsLos Angeles Examiner, The Boston American, The Atlanta Georgian, The Chicago Examiner, The Detroit Times, The Seattle Post-Intelligencer, The Washington Times, The Washington Herald i el seu periòdic principal The San Francisco Examiner, a més de diversificar-se amb la possessió d'empreses editorials, companyies i emissores radials, així com les revistes Cosmopolitan, Town and Country i Harper's Bazaar, entre moltes d'altres.
Àmpliament conegut per fer servir els mitjans com a autèntics instruments polítics, a més de ser el més famós dels promotors de la premsa groga, s'aprofità del fet de generar escàndols i de la manipulació mediàtica, per aconseguir que els seus interessos comercials i polítics es veiessin beneficiats; així per exemple intervingué per tal que es produís la Guerra hispano-estatunidenca i els seus periòdics fossin els que obtinguessin les primícies, així com la campanya que va realitzar en contra de la Revolució Mexicana, primer per mantenir el règim de Porfirio Díaz i després el de Victoriano Huerta, això a causa de la immensa quantitat de propietats i hisendes posseïdes per ell en territori mexicà, que s'haurien vist en risc amb la revolució.
Desitjós de consagrar-se al camp polític, Hearst va tractar d'arribar a diversos càrrecs públics, valent-se de totes les eines de què va disposar. Va tenir èxit en ser elegit pel Partit Demòcrata, com a membre de la Cambra de Representants del Congrés dels Estats Units, per al període 1903 - 1905 i després va aconseguir reelegir-se pel consegüent període de 1905 - 1907, però va fallar posteriorment en el seu intent de convertir-se en Alcalde de Nova York i després fracassa una altra vegada, en aquesta ocasió en la seva aspiració a ser governador de l'Estat de Nova York. A partir d'aleshores no interferiria directament en la política, tot i que sí que hi mantindria la seva ingerència.
Hearst també fou un col·leccionista d'art, i sovint ha estat considerat com a espoliador pel fet que comprava objectes i estructures de gran valor cultural i patrimonial per endur-se-les als Estats Units. La història de Hearst, plena d'ambicions, extravagàncies i accions tan despòtiques com arbitràries, seria portada a la pantalla gran per Orson Welles, amb la famosa pel·lícula Ciutadà Kane, la qual el mateix Hearst va tractar d'evitar que fos estrenada, el que va ocasionar justament l'efecte contrari, atès que va obtenir un bon èxit a taquilla. Fins i tot aconseguiria guanyar un Oscar i a la llarga seria considerada com una de les més extraordinàries obres del setè art.

## Vida personal

### Millicent Willson

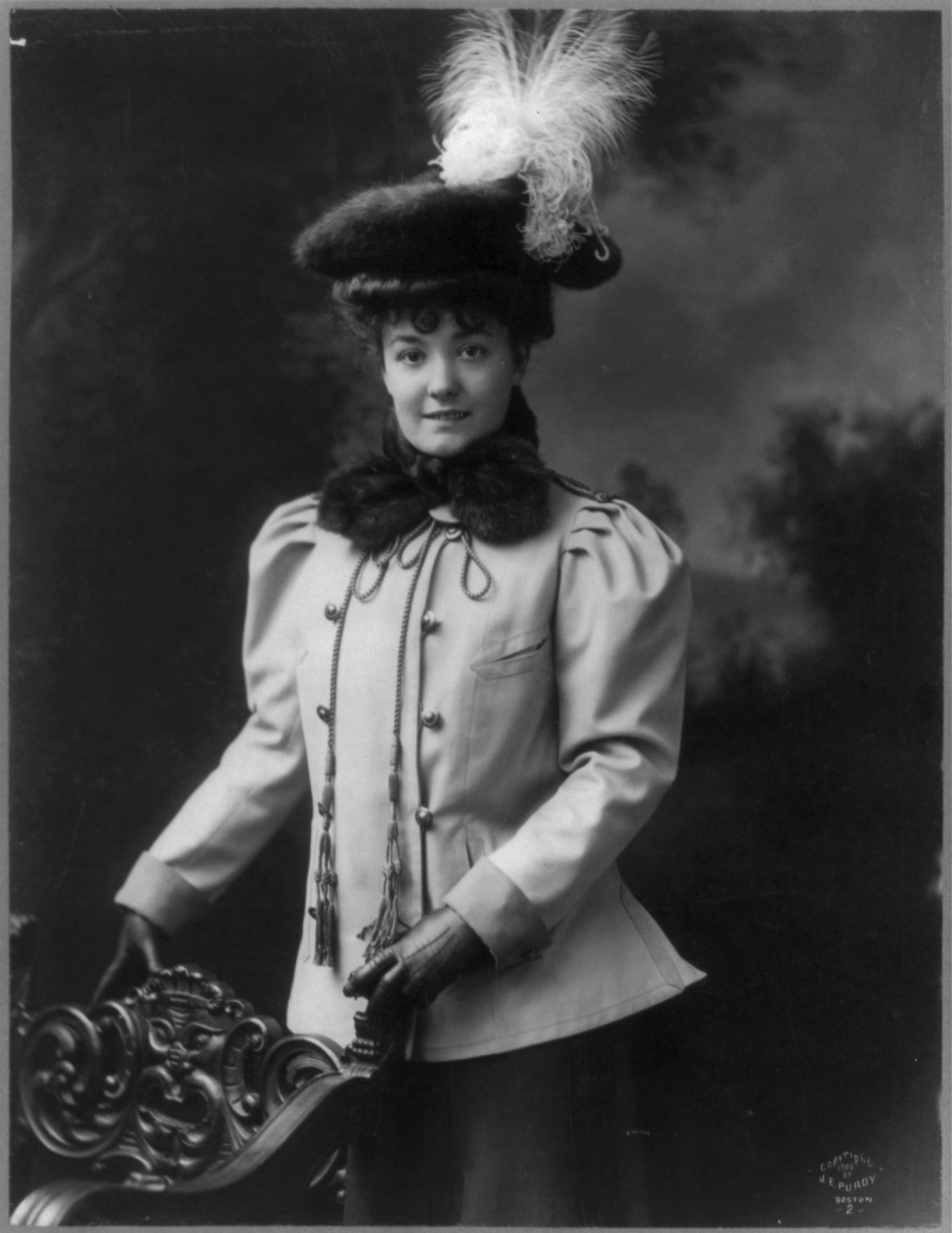
Millicent Hearst

El 1903, Hearst, de 40 anys, es va casar amb Millicent Veronica Willson (1882–1974), una noia de 21 anys, a la ciutat de Nova York. La parella va tenir cinc fills: George Randolph Hearst, nascut el 23 d'abril de 1904; William Randolph Hearst Jr., nascut el 27 de gener de 1908; John Randolph Hearst, nascut el 26 de setembre de 1909; i els bessons Randolph Apperson Hearst i David Whitmire (nascuda Elbert Willson) Hearst, nascuts el 2 de desembre de 1915.

### Mariona Davies

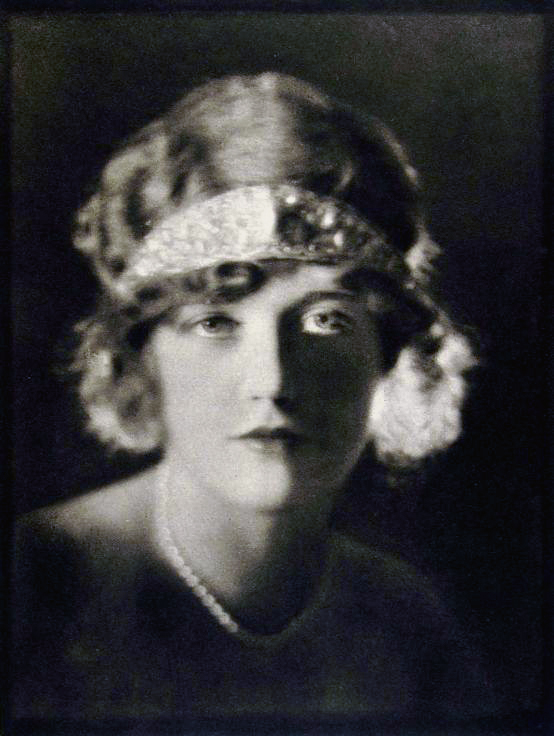
Mariona Davies

Per posar fi a les seves esperances polítiques, Hearst es va involucrar en una aventura amb l'actriu i còmic de cinema Marion Davies (1897–1961), antiga amant del seu amic Paul Block. Des del 1919 aproximadament, va viure obertament amb ella a Califòrnia. Després de la mort de Patricia Lake (1919/1923–1993), que havia estat presentada com la neboda de Davies, la seva família va confirmar que era la filla de Davies i Hearst. Ho havia reconegut abans de morir.
Millicent es va separar de Hearst a mitjans de la dècada del 1920 després de cansar-se de la seva llarga aventura amb Davies, però la parella va romandre legalment casada fins a la mort de Hearst. Com a filantropa destacada, Millicent es va construir una vida independent a la ciutat de Nova York. Va ser activa en la societat i el 1921 va fundar el Free Milk Fund for Babies. Durant dècades, el fons va proporcionar llet gratuïta a nens de les famílies pobres de Nova York.

### Propietats de Califòrnia
George Hearst va invertir part de la seva fortuna del Comstock Lode en terra. El 1865 va comprar uns 120 km², part de Rancho Piedra Blanca que s'estén des de la badia de Simeon i arriba fins a Ragged Point. Va pagar al concesionari original Jose de Jesus Pico 1 dòlar per acre, aproximadament el doble del preu actual del mercat. Hearst va continuar comprant paquets sempre que estaven disponibles. També va comprar la major part del Rancho San Simeon.
El 1865, Hearst va comprar tot el Rancho Santa Rosa, un total de 52 km² excepte una secció de 4,8 km² on va viure Estrada. Tanmateix, com era habitual amb les reclamacions davant la Comissió de Sòl Públic, la reclamació legal d'Estrada va ser costosa i va trigar molts anys a resoldre's. Estrada va hipotecar el ranxo a Domingo Pujol, un advocat espanyol de San Francisco, que el representava. Estrada no va poder pagar el préstec i Pujol el va adjudicar. Estrada no tenia el títol de la terra. Hearst va demandar, però va acabar amb només 5,3 km² de les explotacions d'Estrada.
Rancho Milpitas tenia una concessió de terres de 13,1 km² donada el 1838 pel governador de Califòrnia Juan Bautista Alvarado a Ygnacio Pastor. La concessió abastava l'actual Jolon i la terra a l'oest. Quan Pastor va obtenir el títol de la Comissió de Terres Públiques el 1875, Faxon Atherton va comprar immediatament la terra. El 1880, la James Brown Cattle Company posseïa i operava Rancho Milpitas i el veí Rancho Los Ojitos.
El 1923, Newhall Land va vendre Rancho San Miguelito de Trinidad i Rancho El Piojo a William Randolph Hearst. El 1925, Hearst's Piedmont Land and Cattle Company va comprar Rancho Milpitas i Rancho Los Ojitos (Little Springs) a la James Brown Cattle Company. Hearst va comprar gradualment terrenys adjacents fins que va ser propietari d'uns 1.000 km².

### Fort Hunter Liggett
El 12 de desembre de 1940, Hearst va vendre 632 km², inclosos els Rancho Milpitas, al govern dels Estats Units. Els propietaris veïns van vendre altres 435 km² per crear la Base d'entrenament de tropes de la Reserva Militar de Hunter Liggett per al Departament de Guerra de 1.067 km². L'exèrcit estatunidenc va utilitzar un ranxo i una casa d'hostes anomenada The Hacienda com a allotjament per al comandant de la base, per als oficials visitants i per al club d'oficials.

### Riu Little Sur
El 1916, l'Eberhard and Kron Tanning Company de Santa Cruz va comprar terres als propietaris al llarg del riu Little Sur. Van treure l'escorça del roure tancor amb mules i trineus de fusta coneguts com a go-devils fins a Notleys Landing, a la desembocadura del canó de Palo Colorado, on es va carregar mitjançant cable als vaixells ancorats en alta mar. Hearst estava interessat a preservar l'abundant bosc de sequoies sense tallar, i el 18 de novembre de 1921 va comprar el terreny a l'empresa adobadora per uns 50.000 dòlars. El 23 de juliol de 1948, el Consell de l'àrea de la badia de Monterey dels Boy Scouts of America va comprar la propietat, originalment 5,7 km², de la Hearst Sunical Land and Packing Company per 20.000 dòlars. El 9 de setembre de 1948, Albert M. Lester de Carmel va obtenir una subvenció per al consell de 20.000 dòlars de Hearst a través de la Fundació Hearst de la ciutat de Nova York, compensant el cost de la compra.

### Castell de Hearst

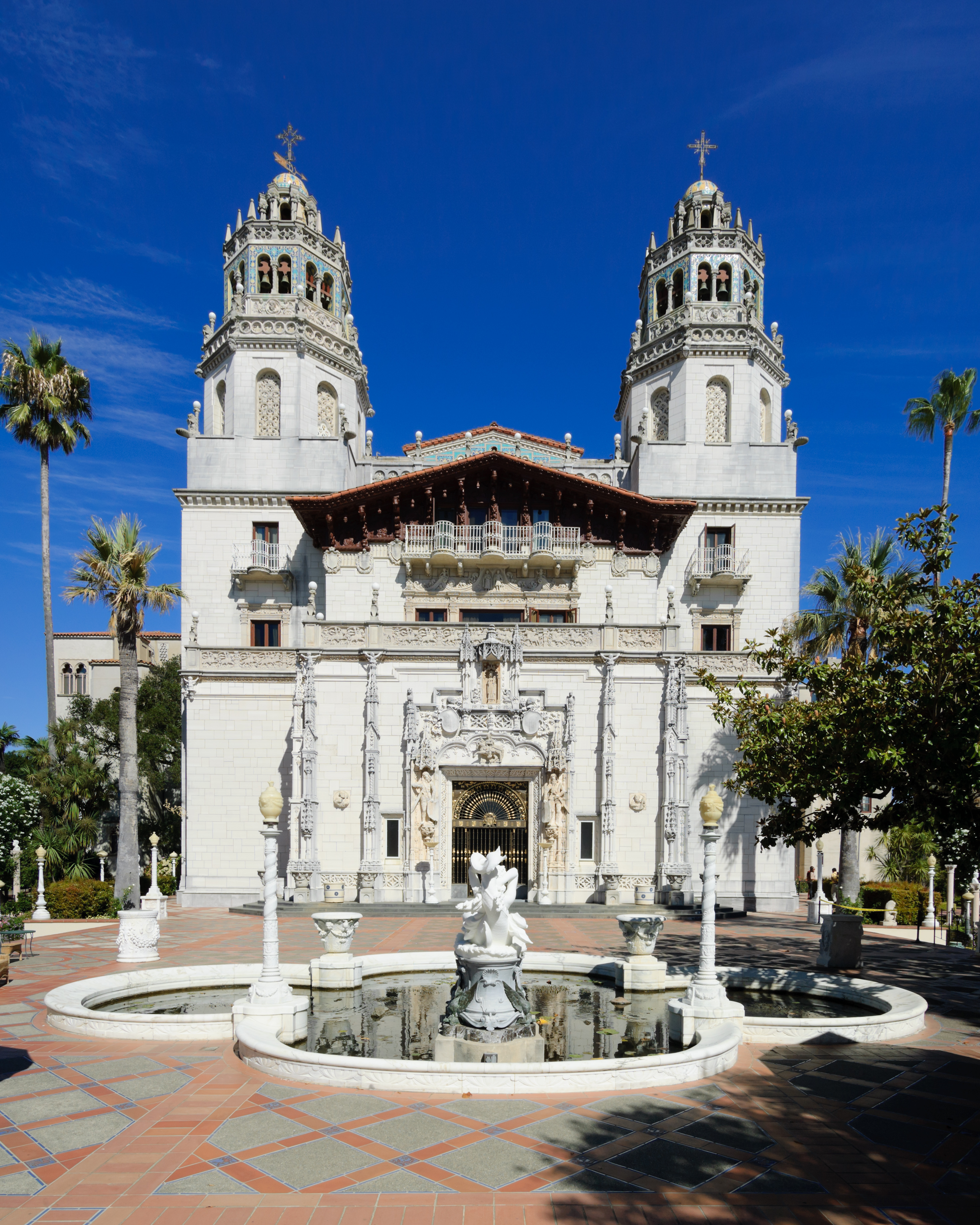
El castell de Hearst a San Simeon, Califòrnia

A partir de 1919, Hearst va començar a construir el castell de Hearst, que mai no va acabar, al ranxo de 1.000 km² que havia adquirit prop de San Simeon. Va moblar la mansió amb art, antiguitats i habitacions històriques senceres comprades i portades de grans cases d'Europa. Va establir una explotació de cria de cavalls àrabs al terreny.

### Terra forestal del nord de Califòrnia
Hearst també posseïa propietats al riu McCloud al comtat de Siskiyou, a l'extrem nord de Califòrnia, anomenada Wyntoon.  Els edificis de Wyntoon van ser dissenyats per l'arquitecta Julia Morgan, que també va dissenyar el castell de Hearst i va treballar en col·laboració amb William J. Dodd en una sèrie d'altres projectes.

### Mansió de Beverly Hills
El 1947, Hearst va pagar 120.000 dòlars per una mansió de Beverly Hills en forma d'H, (ubicada al 1011 N. Beverly Dr.), en 14.800 m2 a tres illes de Sunset Boulevard. The Beverly House, com s'ha conegut, té algunes connexions cinematogràfiques. Segons Hearst Over Hollywood, John i Jacqueline Kennedy es van quedar a la casa durant una part de la seva lluna de mel. La casa va aparèixer a la pel·lícula El Padrí (1972).
A principis de la dècada de 1890, Hearst va començar a construir una mansió als turons amb vistes a Pleasanton, Califòrnia, en uns terrenys comprats pel seu pare una dècada abans. La mare de Hearst es va fer càrrec del projecte, va contractar Julia Morgan per acabar-lo com a casa seva i li va anomenar Hacienda del Pozo de Verona. Després de la seva mort, va ser adquirida pel Castlewood Country Club, que la va utilitzar com a casa club des de 1925 fins a 1969, quan va ser destruïda en un gran incendi.

### Col·lecció d'art

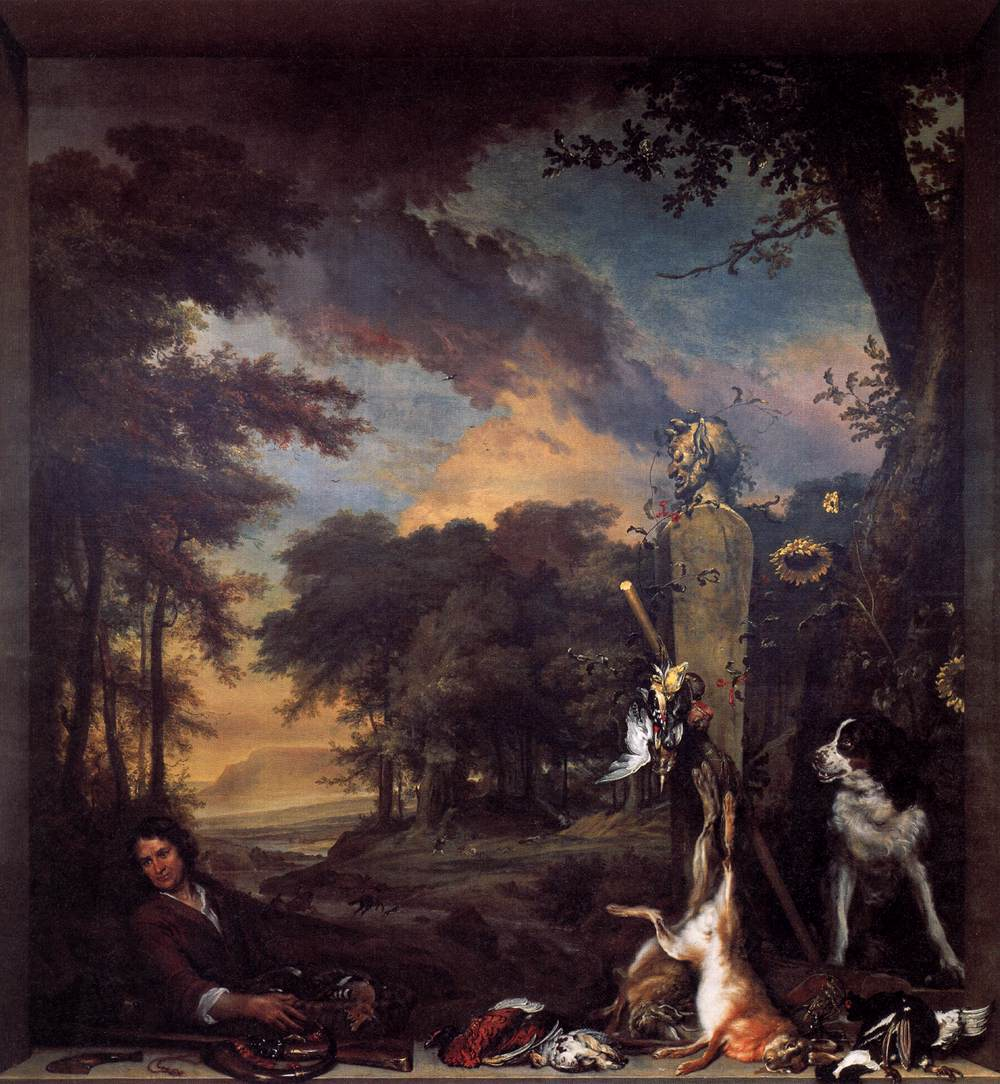
Al·legoria del sentit de l'olfacte de Jan Weenix, un retrat de 1697 propietat de Hearst.

Hearst era conegut per la seva extensa col·lecció d'art internacional que abastava segles. El més destacat de la seva col·lecció van ser els seus gerros grecs, mobles espanyols i italians, catifes orientals, vestuaris renaixentistes, una àmplia biblioteca amb molts llibres signats pels seus autors i pintures i estàtues. A més de col·leccionar peces d'art, també va reunir manuscrits, llibres rars i autògrafs. Entre els seus convidats hi havia uns quants famosos i polítics, que es van allotjar a habitacions moblades amb mobles antics i decorades amb obres d'art d'artistes famosos.
A partir de 1937, Hearst va començar a vendre part de la seva col·lecció d'art per ajudar a alleujar la càrrega del deute que havia patit a causa de la Depressió. El primer any va vendre articles per un total d'11 milions de dòlars. El 1941 va posar a la venda uns 20.000 articles; aquests eren proves dels seus gustos amplis i variats. A la venda s'incloïen pintures de van Dyke, bàsiques, calzes, l'aparador de Charles Dickens, púlpits, vitralls, armes i armadures, l'armilla de George Washington i la Bíblia de Thomas Jefferson. Quan el castell de Hearst va ser donat a l'estat de Califòrnia, encara estava prou moblat perquè tota la casa fos considerada i operada com a museu.
Sovint ha estat considerat com a espoliador pel fet que comprava objectes i estructures de gran valor cultural i patrimonial per endur-se-les als Estats Units. Una de les víctimes és el cas del pati gòtic de Can Aiamans, dit també Posada de l'Estorell, que havia estat desmuntat a final del segle xix i venut el 1925 a l'antiquari Josep Costa Ferrer. Quatre anys més tard, el marxant d'art Arthur Byne el comprà per Hearst, que se l'endugué als Estats Units i de llavors ençà, es desconeix la localització de les peces, atès que, amb el Crac del 29, Hearst es veié obligat a vendre i el patrimoni artístic propietat seva es dispersà.

### Castell de Sant Donat
Després de veure fotografies, a Country Life Magazine, del castell de St. Donat a Bro Morgannwg, Gal·les, Hearst el va comprar i renovar el 1925 com a regal a la seva amant Marion Davies. El castell va ser restaurat per Hearst, que va gastar una fortuna comprant habitacions senceres d'altres castells i palaus del Regne Unit i Europa. El Gran Saló es va comprar al Priorat de Bradenstoke a Wiltshire i es va reconstruir maó a maó al seu lloc actual a St. Donat's. Del Priorat de Bradenstoke, també va comprar i treure la casa d'hostes, l'allotjament del Prior i el gran graner del delme; d'aquests, alguns dels materials esdevingueren la sala de banquets de Sant Donat, completada amb una xemeneia francesa del segle xvi i finestres; també es va utilitzar una xemeneia datada al 1514 i un sostre del segle xiv, que va passar a formar part del Bradenstoke Hall, tot i que aquest ús es va qüestionar al Parlament. Hearst va construir 34 banys de marbre verd i blanc per a les nombroses suites de convidats del castell i va completar una sèrie de jardins amb terrasses que sobreviuen intactes avui dia. Hearst i Davies van passar gran part del seu temps divertint-se i van celebrar una sèrie de festes fastuoses a les quals van assistir convidats com Charles Chaplin, Douglas Fairbanks, Winston Churchill i un jove John F. Kennedy. Quan Hearst va morir, el castell va ser comprat per Antonin Besse II i donat a Atlantic College, un internat internacional fundat per Kurt Hahn el 1962, que encara l'utilitza.

### Interès per l'aviació
Hearst estava especialment interessat en les noves tecnologies emergents relacionades amb l'aviació i va tenir la seva primera experiència de vol el gener de 1910, a Los Angeles. Louis Paulhan, un aviador francès, el va portar a fer un viatge aeri en el seu biplan Farman. Hearst també va patrocinar Old Glory així com el Hearst Transcontinental Prize.

### Desastre financer
La croada de Hearst contra Roosevelt i el New Deal, combinada amb vagues sindicals i boicots a les seves propietats, va soscavar la fortalesa financera del seu Imperi. La circulació de les seves principals publicacions va disminuir a mitjans dels anys trenta, mentre que els rivals com el New York Daily News estaven florint. Es va negar a fer mesures efectives de reducció de costos i, en canvi, va augmentar les seves caríssimes compres d'art. El seu amic Joseph P. Kennedy es va oferir a comprar les revistes, però Hearst va vigilar gelosament el seu Imperi i es va negar. En canvi, va vendre uns quants dels seus béns immobles molt hipotecats. El mateix San Simeon va ser hipotecat al propietari del Los Angeles Times, Harry Chandler, el 1933 per 600.000 dòlars.
Finalment, els seus assessors financers es van adonar que tenia desenes de milions de dòlars de deute i no podia pagar els interessos dels préstecs, i molt menys reduir el principal. La proposta de venda de bons no va atreure inversors quan la crisi financera de Hearst va ser àmpliament coneguda. L'estrellat de Marion Davies va disminuir i les pel·lícules de Hearst també van començar tenir una hemorràgia de diners. A mesura que la crisi es va aprofundir, va despatxar la major part del personal domèstic, va vendre els seus animals exòtics al zoo de Los Angeles i va nomenar un síndic perquè controlés les seves finances. Encara es va negar a vendre els seus estimats diaris. En un moment donat, per evitar la fallida total, va haver d'acceptar un préstec d'un milió de dòlars de Marion Davies, que va vendre totes les seves joies, accions i bons per recaptar els diners en efectiu per ell. Davies també va aconseguir recaptar-li un altre milió com a préstec del propietari del Washington Herald Cissy Patterson. El síndic va reduir el sou anual de Hearst a 500.000 dòlars i va aturar el pagament anual de 700.000 dòlars en dividends. Havia de pagar un lloguer per viure al seu castell de Sant Simeó.
Legalment, Hearst va evitar la fallida, tot i que el públic generalment ho va veure com a tal, ja que els taxadors van repassar els tapissos, pintures, mobles, plata, ceràmica, edificis, autògrafs, joies i altres objectes de col·lecció. Es van reunir milers d'articles d'un magatzem de cinc pisos a Nova York, magatzems prop de San Simeó que contenien grans quantitats d'escultura i ceràmica gregues i el contingut de St. Donat. Les seves col·leccions es van vendre en una sèrie de subhastes i vendes privades el 1938–39. John D. Rockefeller Junior, va comprar 100.000 dòlars de plata antiga per al seu nou museu a Colonial Williamsburg. El mercat d'art i antiguitats no s'havia recuperat de la depressió, de manera que Hearst va tenir una pèrdua global de centenars de milers de dòlars. Durant aquest temps, l'amic de Hearst, George Loorz, va comentar sarcàsticament: «Li agradaria començar a treballar a la piscina exterior [a San Simeon], començar un nou embassament, etc., però ahir em va dir: Vull tantes coses però no tinc el diners. Pobre company, fem una col·lecció».
Es va avergonyir a principis de 1939 quan la revista Time va publicar un article que va revelar que estava en risc d'incompliment de la seva hipoteca de San Simeon i de perdre-la davant el seu creditor i rival editorial, Harry Chandler. Això, però, es va evitar, ja que Chandler va acceptar estendre el reemborsament.

## Últims anys i mort
Després de les pèrdues financeres desastroses de la dècada del 1930, la Hearst Company va tornar a la rendibilitat durant la Segona Guerra Mundial, quan els ingressos publicitaris es van disparar. Hearst, després de passar gran part de la guerra a la seva finca de Wyntoon, va tornar a San Simeon a temps complet el 1945 i va reprendre les obres de construcció. També va continuar col·leccionant, a escala reduïda. Es va dedicar a la filantropia donant moltes obres al Museu d'Art del Comtat de Los Angeles.
El 1947, Hearst va deixar la seva finca de San Simeon per buscar atenció mèdica, que no estava disponible en aquella ubicació remota. Va morir a Beverly Hills el 14 d'agost de 1951, a l'edat de 88 anys. Va ser enterrat al mausoleu de la família Hearst al Cypress Lawn Memorial Park a Colma, Califòrnia, que els seus pares havien establert.
El seu testament va establir dos patrons benèfics, la Fundació Hearst i la Fundació William Randolph Hearst. Pel seu testament modificat, Marion Davies va heretar 170.000 accions de la Hearst Corporation, que, combinades amb un fons fiduciari de 30.000 accions que Hearst havia establert per a ella el 1950, li va donar una participació de control en la corporació. Això va ser de curta durada, ja que va cedir les 170.000 accions a la Corporació el 30 d'octubre de 1951, conservant les seves 30.000 accions originals i un paper com a assessora. Com el seu pare, cap dels cinc fills de Hearst es va graduar a la universitat. Tots van seguir el seu pare al negoci dels mitjans de comunicació, i l'homònim de Hearst, William Randolph Jr., es va convertir en un periodista guanyador del premi Pulitzer.